# Stephen Girard
Stephen Girard (Bordéus, 20 de maio de 1750 — Filadélfia, 26 de dezembro de 1831; nascido Étienne Girard), foi um empresário, banqueiro e filantropo de origem francesa e naturalizado cidadão americano. Ele salvou singularmente o governo dos EUA do colapso financeiro durante a Guerra de 1812, financiando pessoalmente a guerra. Ele foi provavelmente o primeiro milionário da história dos EUA e é conhecido por ter sido o primeiro multimilionário da história dos EUA. Estima-se que ele tenha sido o quarto americano mais rico de todos os tempos, com base na proporção de sua fortuna em relação ao PIB contemporâneo. Sem filhos, ele dedicou grande parte de sua fortuna à filantropia, particularmente à educação e bem-estar dos órfãos. Seu legado ainda é sentido em sua casa adotiva na Filadélfia e sua propriedade continua a financiar empreendimentos filantrópicos até hoje.

## Início

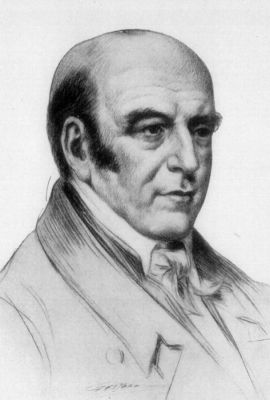
Stephen Girard

Girard nasceu em Bordéus, França, em 20 de maio de 1750, filho de um marinheiro comum.:767
Ele perdeu a visão do olho direito aos oito anos de idade e teve pouca educação. Ele viajou para Nova York como grumete em 1760 e ficou lá, trabalhando no sistema de comércio costeiro ao longo da costa leste e até o sul do Caribe.:766 Ele foi licenciado como capitão em 1773, visitou Nova York em 1774, e dali com a ajuda de um mercador de Nova York começou a negociar de e para Nova Orleães e Porto Príncipe. Em maio de 1776, Girard navegou no porto de Filadélfia para evitar um grupo de navios de guerra da Marinha Real Britânica e se estabeleceu lá administrando uma mercearia e uma loja de bebidas.
Em 1790, ele tinha uma fortuna de US$ 6.000 mais uma pequena frota de navios mercantes. Em 1791, seus mercadores na colônia francesa de Saint-Domingue estavam envolvidos na recuperação de mercadorias pertencentes a fazendeiros franceses durante a Revolução Haitiana. Ele ficou com US $ 10.000 em mercadorias armazenadas em seus navios, cujos proprietários provavelmente foram massacrados. Como os donos dos bens não foram encontrados, Girard adicionou os bens aos seus bens.:767
Girard participou do antigo comércio da China, financiando viagens a Cantão. Essas viagens lucraram a Girard com a venda de bens legítimos bem como o ópio, que era contrabandeado para a China. Os empreendimentos comerciais de Girard na China terminaram em 1824 após um incidente entre um de seus navios, o Terranova, e as autoridades chinesas.

## Casamento
Em 1776, Girard conheceu Mary Lum, uma nativa da Filadélfia nove anos mais jovem. Eles se casaram logo depois, e Girard comprou uma casa na 211 Mill Street em Mount Holly Township, Nova Jersey. Ela era filha de John Lum, um construtor naval que morreu três meses antes do casamento. Em 1778 Girard tornou-se um residente da Pensilvânia. Em 1785, Mary começou a sucumbir a explosões emocionais repentinas e erráticas. Instabilidade mental e raivas violentas se seguiram, levando a um diagnóstico de instabilidade mental incurável. Embora Girard tenha ficado inicialmente devastado, em 1787 ele teve uma amante, Sally Bickham. Em agosto de 1790, Girard entregou sua esposa ao Hospital da Pensilvânia (hoje parte da Universidade da Pensilvânia) como uma lunática incurável, proporcionando-lhe todo o luxo de conforto. Durante este tempo, ela deu à luz uma menina cujo pai não é totalmente certo. A criança, batizada com o nome de Mary, morreu alguns meses depois, sob os cuidados da Sra. John Hatcher, que havia sido contratada por Girard como enfermeira. Girard passou o resto de sua vida com amantes.

## Febre amarela
Em 1793, houve um surto de febre amarela na Filadélfia. Embora muitos outros cidadãos abastados tenham escolhido deixar a cidade, Girard ficou para cuidar dos doentes e moribundos. Ele supervisionou a conversão de uma mansão fora dos limites da cidade em um hospital e recrutou voluntários para cuidar das vítimas e cuidou pessoalmente dos pacientes. Por seus esforços, Girard foi festejado como um herói depois que o surto diminuiu.:121–133 Mais uma vez, durante a epidemia de febre amarela de 1797-1798, ele assumiu a liderança no alívio dos pobres e no cuidado dos doentes.

## Girard Bank

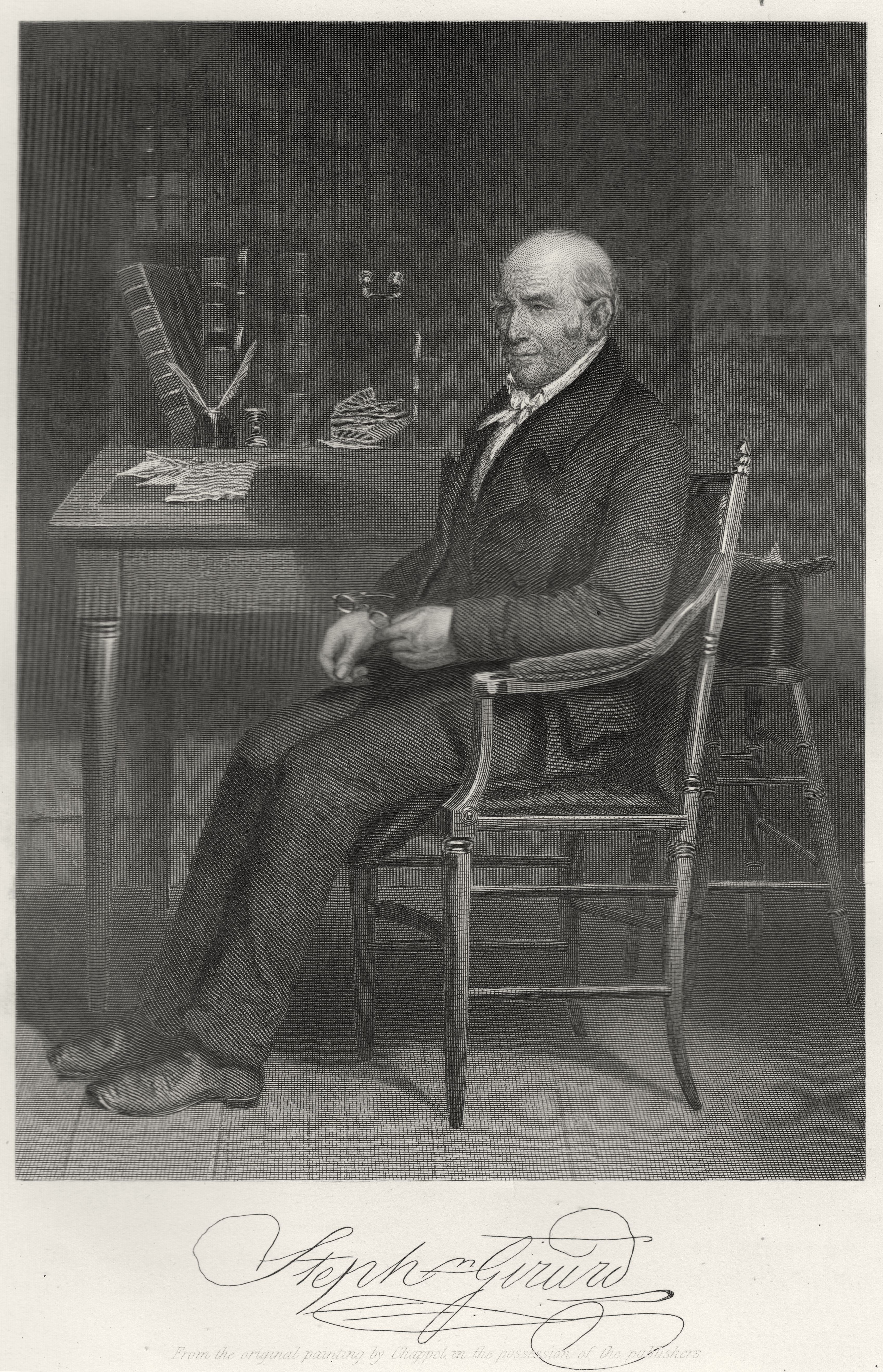
Gravura em aço de Stephen Girard por Alonzo Chappel

Depois que a carta do First Bank dos Estados Unidos expirou em 1811, Girard comprou a maior parte de suas ações e suas instalações na South Third Street, na Filadélfia, e a restabeleceu sob sua propriedade pessoal direta. Ele contratou George Simpson, o caixa do First Bank, como caixa do novo banco, e com outros sete funcionários, abriu para negócios em 18 de maio de 1812. Ele permitiu que os curadores do First Bank dos Estados Unidos usassem alguns escritórios e espaço nos cofres para continuar o processo de encerrar os negócios do banco fechado a um aluguel muito nominal.:249 Embora a lei da Pensilvânia proibisse uma associação de indivíduos de realizar operações bancárias sem um alvará, ela não proibia que um único indivíduo o fizesse.:249–250 Os bancos da Filadélfia se recusaram a aceitar as notas que Girard emitiu em seu crédito pessoal e pressionaram o estado para forçá-lo a incorporar, sem sucesso.
O Girard's Bank foi a principal fonte de crédito do governo durante a Guerra de 1812, com um saldo de US$ 1 milhão.
Perto do fim da guerra, quando o crédito financeiro do governo dos EUA estava em seu nível mais baixo, Girard colocou quase todos os seus recursos à disposição do governo e subscreveu até 95% da emissão de empréstimos de guerra, o que permitiu aos Estados Unidos para continuar a guerra. Após a guerra, tornou-se um grande acionista e um dos diretores do Segundo Banco dos Estados Unidos. O banco de Girard cessou as operações após sua morte.
Empresários da Filadélfia, ansiosos para lucrar com a reputação de Girard, abriram um banco chamado Girard Trust Company e, mais tarde, Girard Bank. Ele se fundiu com o Mellon Bank em 1983 e foi vendido em grande parte ao Citizens Bank duas décadas depois. Sua sede monumental ainda se encontra nas ruas Broad e Chestnut, na Filadélfia.

### Morte, testamento e legado

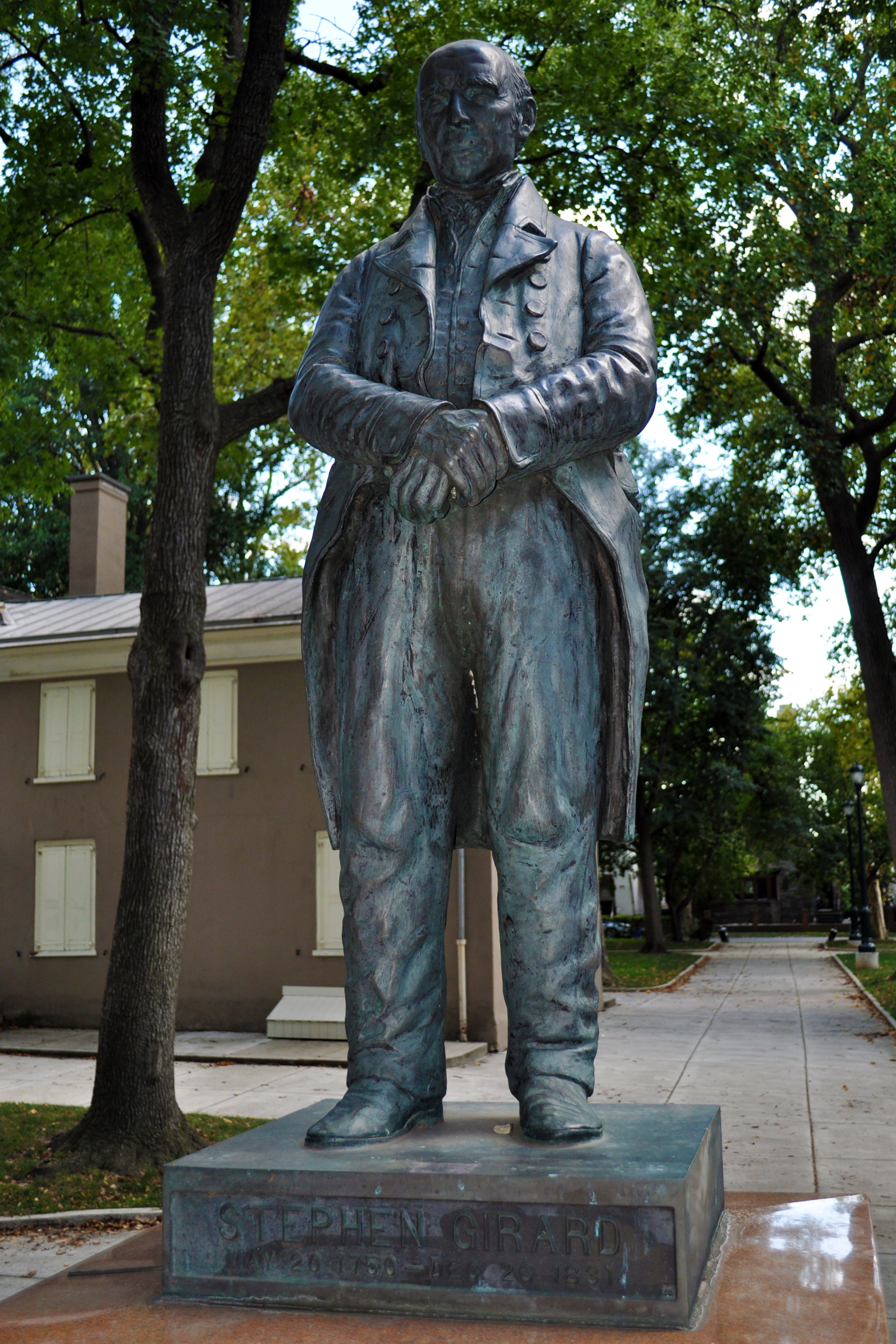
Estátua em Stephen Girard Park, Filadélfia, PA

Em 22 de dezembro de 1830, Stephen Girard ficou gravemente ferido ao atravessar a rua perto das ruas Second e Market, na Filadélfia. Ele foi atropelado por um cavalo e uma carroça, e uma de suas rodas passou pelo lado esquerdo de seu rosto, lacerando sua bochecha e orelha, além de danificar seu olho bom (esquerdo). Apesar de sua idade (80), ele se levantou sem ajuda e voltou para sua casa próxima, onde um médico fez um curativo em seu ferimento. Voltou-se para o negócio bancário, embora tenha permanecido fora de vista por dois meses. No entanto, ele nunca se recuperou totalmente e morreu em 26 de dezembro de 1831. Ele foi enterrado no jazigo que construiu para seu sobrinho no cemitério católico da Santíssima Trindade, então nas ruas Sixth e Spruce. Vinte anos depois, seus restos mortais foram re-enterrados no vestíbulo do Founder's Hall no Girard College atrás de uma estátua de Nicholas Gevelot, um escultor francês que vive na Filadélfia.
Na época de sua morte, Girard era o homem mais rico da América.:329–333 Michael Klepper e Robert Gunther, em seu livro The Wealthy 100,:26 postulam que, com o ajuste pela inflação, Girard foi o quinto americano mais rico de todos os tempos em 1996, atrás de John D Rockefeller, Andrew Carnegie, Cornelius Vanderbilt e John Jacob Astor. Ele havia acumulado cerca de US $ 7,5 milhões no momento de sua morte,:xi igual a US $ 190.851.563 hoje. Esse valor fez dele o homem mais rico da América em 1831.
Ele foi ateu até sua morte, e incluiu suas opiniões sobre religião em seu último testamento.
O testamento de Girard foi contestado por sua família na França, mas foi confirmado pela Suprema Corte dos Estados Unidos em um caso histórico, Vidal et al. vs Executores de Girard, 43 US 127 (1844).
Ele deixou quase toda a sua fortuna para instituições de caridade e municípios da Filadélfia e Nova Orleans, incluindo cerca de US$ 6 milhões (no valor de 1831) para estabelecer um internato para "homens órfãos pobres e brancos" na Filadélfia, principalmente aqueles que eram filhos de mineiros de carvão, que abriu como o Girard College em 1848.:28
Girard também fez uma doação de US$ 10.000 para as escolas públicas da Filadélfia, com a renda de seu investimento para ser usada na compra de livros para as bibliotecas escolares e uma doação para o estabelecimento de fundos para obter medalhas para alunos merecedores.

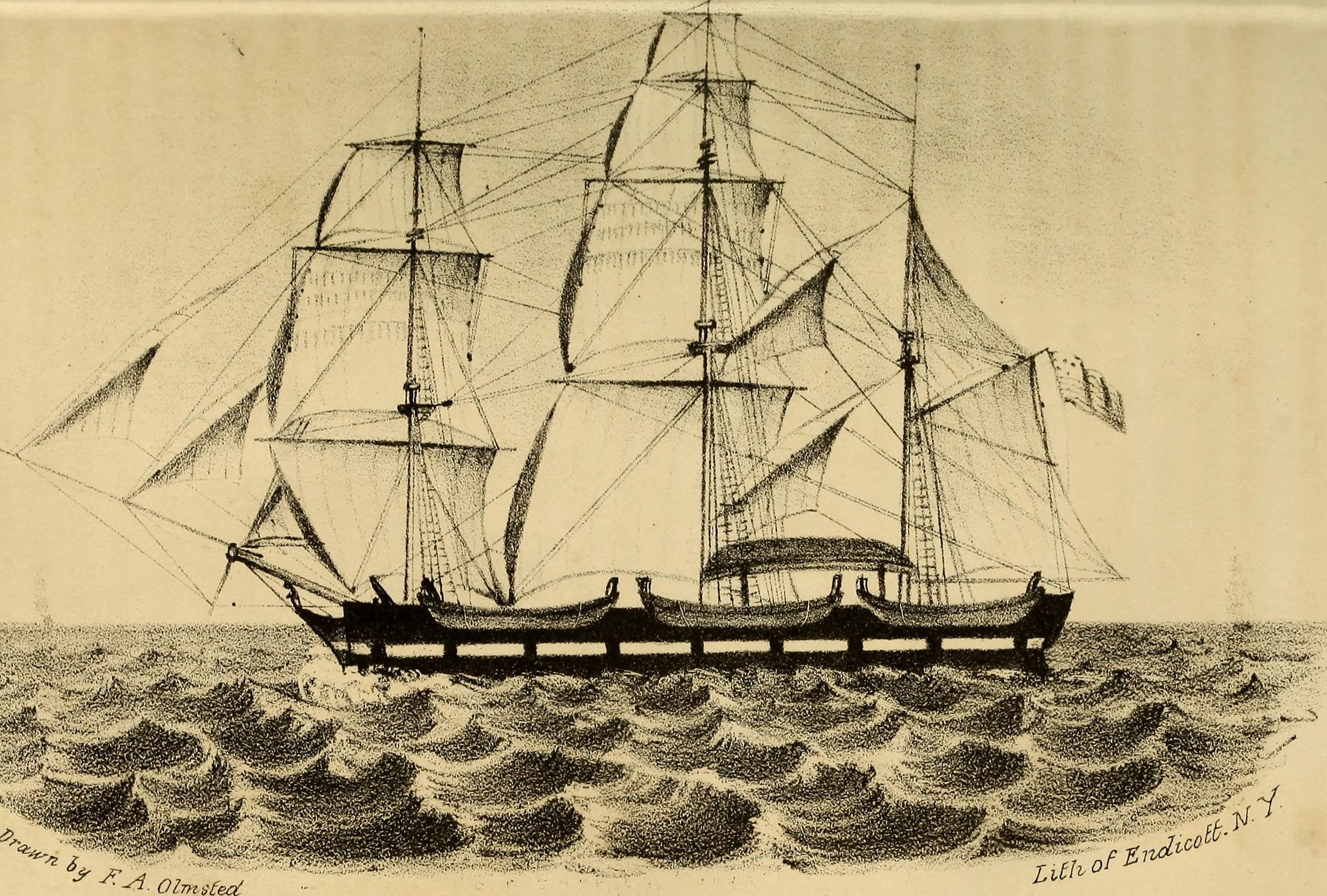
North America uma barca construída por Stephen Girard (por volta de 1816)

Vários lugares têm o nome de Stephen Girard.
- Girard Avenue é uma importante via leste-oeste do norte e do oeste da Filadélfia e a localização do Girard College.
- O bairro agora conhecido como Girard Estate faz parte do que foi uma fazenda de sucesso que ele estabeleceu no final dos anos 1700 e inclui o Stephen Girard Park, onde sua mansão ainda está de pé.
- O Girard Fountain Park fica no bairro Old City da Filadélfia, no qual uma escultura de Benjamin Franklin é exibida.
- O bairro de Girardville, no Condado de Schuylkill, está localizado a cerca de 110 milhas a noroeste da Filadélfia, cercado por muitos acres de terra ainda conectados ao Girard Estate.
- Stephen Girard Avenue está localizada na área de Gentilly de Nova Orleans.
- Girard, Pensilvânia está localizada no Condado de Erie, a cerca de 450 milhas a noroeste da Filadélfia; nomeado para ele em 1832.
- A comunidade de Girard em Louisiana, fica na Paróquia de Richland, onde Girard financiou e supervisionou o início de uma plantação administrada por seu amigo e agente, Henry Bry, em 1821.[16]
- Um navio Liberty foi construído e batizado de USS Stephen Girard em 1942.